# کوبایاشی ایسا
| هایکو 俳句                                          |
|                                                     |
| مفاهیم وابسته                                       |
| تانکو · چوکا                                        |
| هایکو                                               |
| مهم‌ترین هایکوسرایان                                 |
| ماتسوئو باشو یوسا بوسون کوبایاشی ایسا ماسائوکا شیکی |

کوبایاشی ایسا (به ژاپنی: 小林一茶) (۱۵ ژوئن ۱۷۶۳ - ۵ ژانویه ۱۸۲۸) شاعر هایکوسرای ژاپنی و روحانی شین بودایی بود. او در کنار ماتسوئو باشو، یوسا بوسون و ماسائوکا شیکی یکی از چهار هایکوسرای بزرگ ژاپن شناخته می‌شود.

## زندگی
او در ۱۵ ژوئن ۱۷۶۳ (میلادی) به دنیا آمد و کوبایاشی یاتارو (小林弥太郎) نامیده شد. زندگی او شامل غم‌ها و نامرادی‌های فراوانی است: وقتی دو ساله بود مادرش و وقتی ۱۴ ساله بود مادربزرگش را از دست داد. بعدها سه فرزندش و اولین همسرش مردند. تا اینکه در سه سال آخر با یک دختر سامورایی ازدواج کرد.
در هایکوهای ایسا خبری از زندگی غم انگیزش نیست. تا مدت‌ها به سبک ماتسوئو باشو و یوسا بوسون شعر می‌گفت ولی در حدود چهل سالگی به کمال شعری خود دست یافت. وی زبان محاوره و لهجه‌های مختلف را در هایکوهایش به کار گرفت.

## مرگ
در ۵ ژانویه ۱۸۲۸ (میلادی) در روستای محلی خود درگذشت.

## نمونۀ هایکوها
به شهر کاماکوُرا
روزگار درازی از این پیش،
کاملیاهای کهن‌سال! شما درختانِ که بودید؟

شاخه را پیوند می‌زنم
شاید
فردا مُرده باشم 

بادِ پاییزی ـ
اینجا بر گورش رُسته‌اند
گل‌های سرخ، که دوست داشت بچیند.
[این شعر را ایسا در مرگ دخترش سروده‌است.]

## ترجمه‌های فارسی
از توتستان لذّت ببر، انتخاب و ترجمه‌ی سمیرانیک نوروزی، 1394.
برگ‌های نریخته، انتخاب و ترجمه‌ی محمدرضا ضیغمی، 1395.
یک فنجان چای، انتخاب و ترجمه‌ی ع. پاشایی، 1398.